# Брукс (Мен)
Брукс (англ. Brooks) — місто (англ. town) в США, в окрузі Волдо штату Мен. Населення — 1010 осіб (2020).

## Демографія
Згідно з переписом 2010 року, у місті мешкало 1078 осіб у 446 домогосподарствах у складі 285 родин. Було 562 помешкання
Расовий склад населення:
| - 96,7 % — білих - 0,8 % — корінних американців - 0,4 % — чорних або афроамериканців - 0,4 % — азіатів |

До двох чи більше рас належало 1,7 %. Частка іспаномовних становила 0,6 % від усіх жителів.
За віковим діапазоном населення розподілялося таким чином: 23,6 % — особи молодші 18 років, 60,6 % — особи у віці 18—64 років, 15,8 % — особи у віці 65 років та старші. Медіана віку мешканця становила 40,2 року. На 100 осіб жіночої статі у місті припадало 105,7 чоловіків;  на 100 жінок у віці від 18 років та старших — 99,5 чоловіків також старших 18 років.
Середній дохід на одне домашнє господарство  становив 40 252 долари США (медіана — 33 343), а середній дохід на одну сім'ю — 49 419 доларів (медіана — 43 750). Медіана доходів становила 34 250 доларів для чоловіків та 31 979 доларів для жінок. За межею бідності перебувало 20,6 % осіб, у тому числі 29,6 % дітей у віці до 18 років та 15,6 % осіб у віці 65 років та старших.
Цивільне працевлаштоване населення становило 404 особи. Основні галузі зайнятості: освіта, охорона здоров'я та соціальна допомога — 26,7 %, роздрібна торгівля — 12,4 %, фінанси, страхування та нерухомість — 11,4 %.